# أندرس فريسك
أندرس فريسك، من مواليد 18 فبراير 1963 في غوتنبرغ في السويد، حكم كرة قدم سويدي دولي سابق.
و قد حكم في بطولة أمم أوروبا لكرة القدم 1996، وفي كأس العالم لكرة القدم 1998، وفي بطولة أمم أوروبا لكرة القدم 2000، وفي كأس العالم لكرة القدم 2002، وفي بطولة أمم أوروبا لكرة القدم 2004.

## وصلات خارجية
- أندرس فريسك على موقع Soccerway.com (الإنجليزية)